# Митрофан Бигорски
Митрофан Бигорски е български духовник от края на XVIII – началото на ΧΙΧ век, игумен на Бигорския манастир „Свети Йоан Предтеча“.

## Биография
Митрофан, по произход от Лазарополе, става игумен на Бигорския манастир в 1796 година. По време на игуменството на Митрофан е изградена голямата монументална църква на манастира, която замества стария запуснат храм. Игумен Митрофан се погрижва и за изписването на купола в 1800 година и купува ниви. Той възобновява манастирския метох „Свети Георги“ в село Райчица.